# Минач, Владимир
Владимир Минач ( словен. Vladimír Mináč; 10 августа 1922, Кленовец, Первая Чехословацкая республика – 25 октября 1996, Братислава ) — словацкий и чехословацкий писатель

, эссеист, сценарист, публицист, редактор, деятель культуры, политик, член Коммунистической партии Словакии, затем КПЧ и Партии демократических левых. Заслуженный художник ЧССР (1970). Народный артист Чехословакии (1975). Лауреат Государственной премии имени Клемента Готвальда (1955, 1962).

## Биография

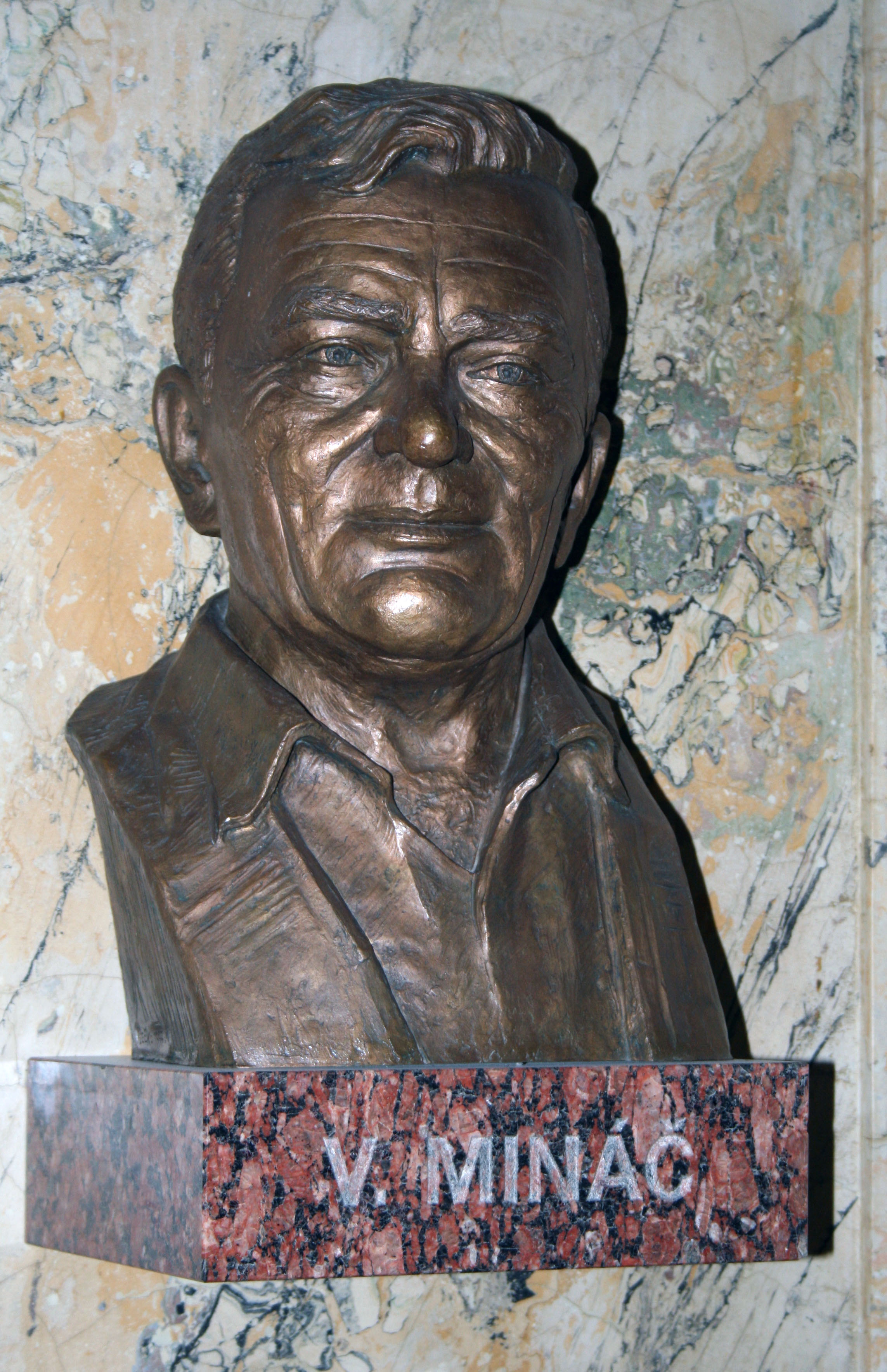
Бюст В. Минача

Окончил философский факультет Братиславского университета. Участник Словацкого национального восстания 1944 года. В конце 1944 года был арестован и отправлен в концлагерь Маутхаузен, а затем в Дахау.
После войны редактировал армейский журнал «Bojovník». В 1949 году стал секретарём словацкой секции Союза чехословацких писателей и одновременно был редактором ежедневной газеты «Kultúrny život» («Культурни живот» — «Культурная жизнь»). 
В 1951 году стал начальником сценарного отдела Чехословацкого государственного кино, позже главным редактором журнала «Kultúrny život», с 1955 года — главным редактором «Slovenské pohľad». В 1956–1974 годах профессионально занимался литературным творчеством.
В 1950-е годы был обвинён в буржуазном национализме. В своём творчеством выступал против схематизма и догматизма 1950-х годов.
На 23 съезде Коммунистической партии Чехословакии в 1963 году был избран кандидатом в члены ЦК Коммунистической партии Чехословакии. Членом ЦК КПЧ стал 31 августа 1968 года. С 1971 года он также был членом ЦК Коммунистической партии Словакии. Он поддерживал как реформы Александра Дубчека, так и противоположную «нормализацию» Густава Гусака.
В 1971 году избран депутатом Словацкого национального совета.
Был членом Федерального собрания Чехословакии, председателем общества Матица словацкая.
В 1990–1992 годах – член Федерального собрания от словацких коммунистов, позже Партии демократических левых.

## Творчество
Автор романов, рассказов, эссе, киносценариев. Дебютировал с романом «Смерть ходит по горам» (1948), позже издал эпическую трилогию «Поколение» (1958—1961). Для романа «Ты никогда не одна» (1962) и других произведений прозаика характерны интерес к становлению личности в социалистическом обществе, непримиримость к мещанству, политической беспринципности. Тяготея к психологической прозе, он в то же время широко пользовался средствами сатиры и гротеска (роман «Производитель счастья», 1965). Автор сборников статей и эссе «Время и книги» (1962), «Раздувая родные очаги» (1970), «О литературе» (1972).